# Гальперин, Ефим Михайлович
Ефи́м Миха́йлович Гальпе́рин (род. 30 августа 1946, Днепропетровск) — советский и российский кинорежиссёр, сценарист, кинопродюсер, журналист, писатель и прозаик.

## Биография
Закончил:
- Днепропетровский горный институт имени Артёма (Днепропетровск, 1970 год). Специальность — инженер-машиностроитель.
- Государственный институт театрального искусства имени Карпенко-Карого (Киев, 1979 год). Специальность — режиссёр кино.

Работал на студиях имени Довженко (Киев), Свердловской киностудии (Екатеринбург), Студии имени Горького (Москва). Член Союза кинематографистов СССР. Член Союза кинематографистов России. Член Киевского комитета драматургов. Член Московского комитета драматургов.
Написал пять сценариев для киножурнала «Ералаш», а также поставил ряд сюжетов в качестве режиссёра-постановщика.
С 1992 года живёт в США. Ведущий и продюсер этнического телевизионного канала WMNB (США), журналист, писатель.

## Фильмография

### Художественные фильмы
- 1978 — «Сочинение на вольную тему». Художественный фильм (Приз Всесоюзного фестиваля «Амирани» (Тбилиси) — автор сценария и режиссёр.
- 1979 — «Старик». Художественный фильм. Приз зрительских симпатий и приз жюри Международного фестиваля «Молодость» (Киев) — автор сценария и режиссёр.
- 1982 — «Вот такие чудеса». Музыкальная комедия — режиссёр.
- 1988 — «Дом с привидениями». Художественный фильм. Гран-При Международного фестиваля фильмов для детей (Аргентина), Призы фестивалей в Румынии и Германии — режиссёр.
- 1990 — «Бля!». Сатирическая комедия. В кинопрокате и на телевидении также «Сэнит Зон», «Санитарная зона». Приз зрительских симпатий и Приз жюри Всесоюзного фестиваля кинокомедии «Золотой Дюк» (Одесса) — продюсер, соавтор сценария и режиссёр.

### Киножурналы
- 1983 — 1987 — «Ералаш». Киножурнал — автор сценариев и режиссёр.

#### Режиссёр сюжетов «Ералаша»
- 1983 — Выпуск № 39 (сюжет «Передо мной явилась ты...»)
- 1983 — Выпуск № 40 (сюжет «Шутники»)
- 1984 — Выпуск № 43 (сюжет «Одуванчик полевой»)
- 1984 — Выпуск № 45 (сюжет «На всякий случай»)
- 1984 — Выпуск № 47 (сюжет «Бразильская система»)
- 1985 — Выпуск № 52 (сюжет «Культурные люди»)
- 1986 — Выпуск № 54 (сюжет «Интонация»)
- 1986 — Выпуск № 57 (сюжет «Друг человека»)
- 1987 — Выпуск № 60 (сюжет «Ни слова о кефире!»)
- 1988 — Выпуск № 68 (сюжет «Визит инспектора»)
- 1988 — Выпуск № 69 (сюжет «Парле ву франсе?»)
- 1988 — Выпуск № 71 (сюжет «Сон в руку»)

#### Автор сценариев к сюжетам «Ералаша»
- 1984 — Выпуск № 43 (сюжет «Одуванчик полевой»)
- 1987 — Выпуск № 60 (сюжет «Ни слова о кефире!»)
- 1988 — Выпуск № 69 (сюжет «Парле ву франсе?»)

### Документальное кино
- 1967 — «Галка-профессор». Документальный фильм. Главный приз Всесоюзного кинофестиваля, СССР. Приз международного кинофестиваля в Белграде, Югославия — автор сценария и режиссёр.
- 1970 — «Забота». Документальный фильм. Призы Всесоюзного кинофестиваля, СССР — автор сценария и режиссёр
- 1977 — «Завтра». Документальный фильм — автор сценария и режиссёр.
- 1996 — «Ребе». Документальный фильм — продюсер, автор сценария и режиссёр.
- 1998 — «Роль соседа в истории». Документальный фильм — автор сценария и режиссёр.
- 1999 — «Девять граммов чистого серебра». Документальный фильм — автор сценария и режиссёр.
- 2001 — «Гарики и человеки». Документальный телевизионный сериал  — продюсер, соавтор сценария и режиссёр.

## Книги
- Бешенство подонка, Оскаженiння покидька (Frenzy of scumbag) на украинском, русском и английском языках. [1]
- Аномалия, или Шполяр Зейде (Isaac and Margarita or Shpoler Zeyde) на русском и английском языках.[2]
- Вилла с видом на Везувий. Сиротки (Villa with view on Vesuvius.Orphans) на русском языке.[3]
- Движуха (Raw movement) на русском и английском языках.
- ЭТИ (THESE) на русском и английском языках.